# Garden Tour
Garden Tour is een rondrit-attractie in het Nederlandse Attractiepark Toverland. De attractie opende 1 juli 2023 in het themagebied Avalon.

## Geschiedenis

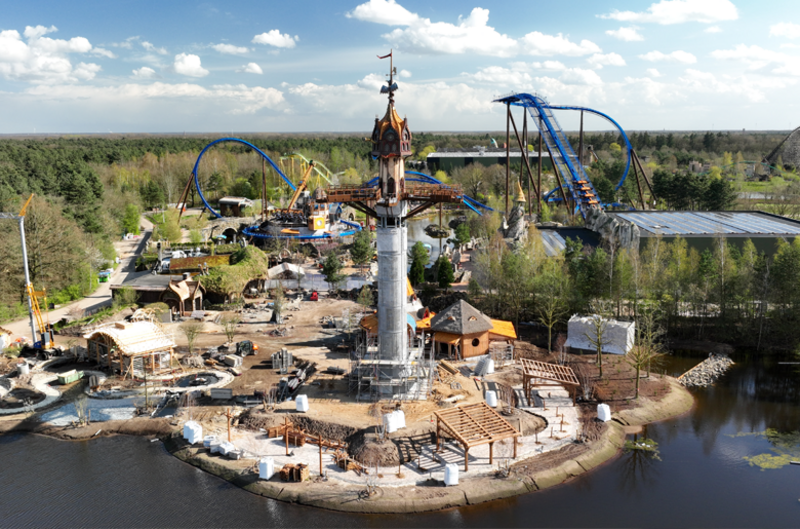
Bouw van de attractie (linksonder) in het voorjaar van 2023.

Op 7 juli 2018 opende het themagebied Avalon, bestaand uit twee attracties, speeltuin en restaurant. Het attractiepark vond dat bezoekers te kort in dit gebied verbleven. Als oplossing werd ervoor gekozen om het themagebied uit te bereiden met onder meer vier attracties, waaronder Garden Tour. De bouw van de attractie begon in de zomer van 2022. Hiervoor een moest een deel van de vijver ten noorden van het attractiepark drooggelegd worden. Van de bouw van de attractie werd een achter-de-schermendocumentaire gemaakt. Op 30 juni werd de attractie, tezamen met de rest van de uitbreidingen, geopend voor genodigden. Op 1 juli werd Garden Tour geopend voor bezoekers.
Begin 2024 werd begonnen met het uitbreiden van het stationsgebouw met een 8,5 meter hoge klok met de naam Pendulus Magicus. Het oorspronkelijke ontwerp van de klok werd wel gewijzigd op enkele punten. Door technische problemen kreeg het attractiepark de klok niet voor het zomerseizoen in werking.
Ook werden begin datzelfde jaar de decoratieve bijen voorop ieder voertuig vervangen voor een definitief en gedetailleerde versie. Door leveringsproblemen werd er bij de opening in 2023 daarom gekozen voor minder gedetailleerde decoratiestukken als overbruggingsperiode.

## Verhaal
Garden Tour staat in het teken van van tovenaar Merlijn en richt zich op jonge kinderen. Tijdens de rit rijden bezoekers met een voertuig door de tuin van de tovenaar Merlijn. Het voertuig wordt voortgetrokken door een grote bij. De bijen hebben gesnoept van Merlijn zijn tuin en zijn daardoor in enorm grote bijen veranderd. De tuin staat vol met verschillende planten en bloemen. Een deel van de kruidentuin wordt gebruikt om gerechten te bereiden in het naastgelegen restaurant The Flaming Feather. Ook zijn er langs de baan verschillende figuren te vinden zoals een witte eenhoorn, een trol en sprekende paddenstoelen. De eenhoorn heet Juna en is een mascotte van het themagebied en ook te vinden in de attractie Jumping Juna. 

## Technisch
De attractie werd gefabriceerd door de Duitse fabrikant Metallbau Emmeln en is 131 meter lang. De baan telt zes voertuigen die een topsnelheid hebben van +/- 5 km/h. In ieder voertuig is plaats voor twee personen. Langs de gehele baan is een voetpad aangelegd. Het idee erachter is dat ouders hun kinderen tijdens de rit kunnen volgen.

## Afbeeldingen

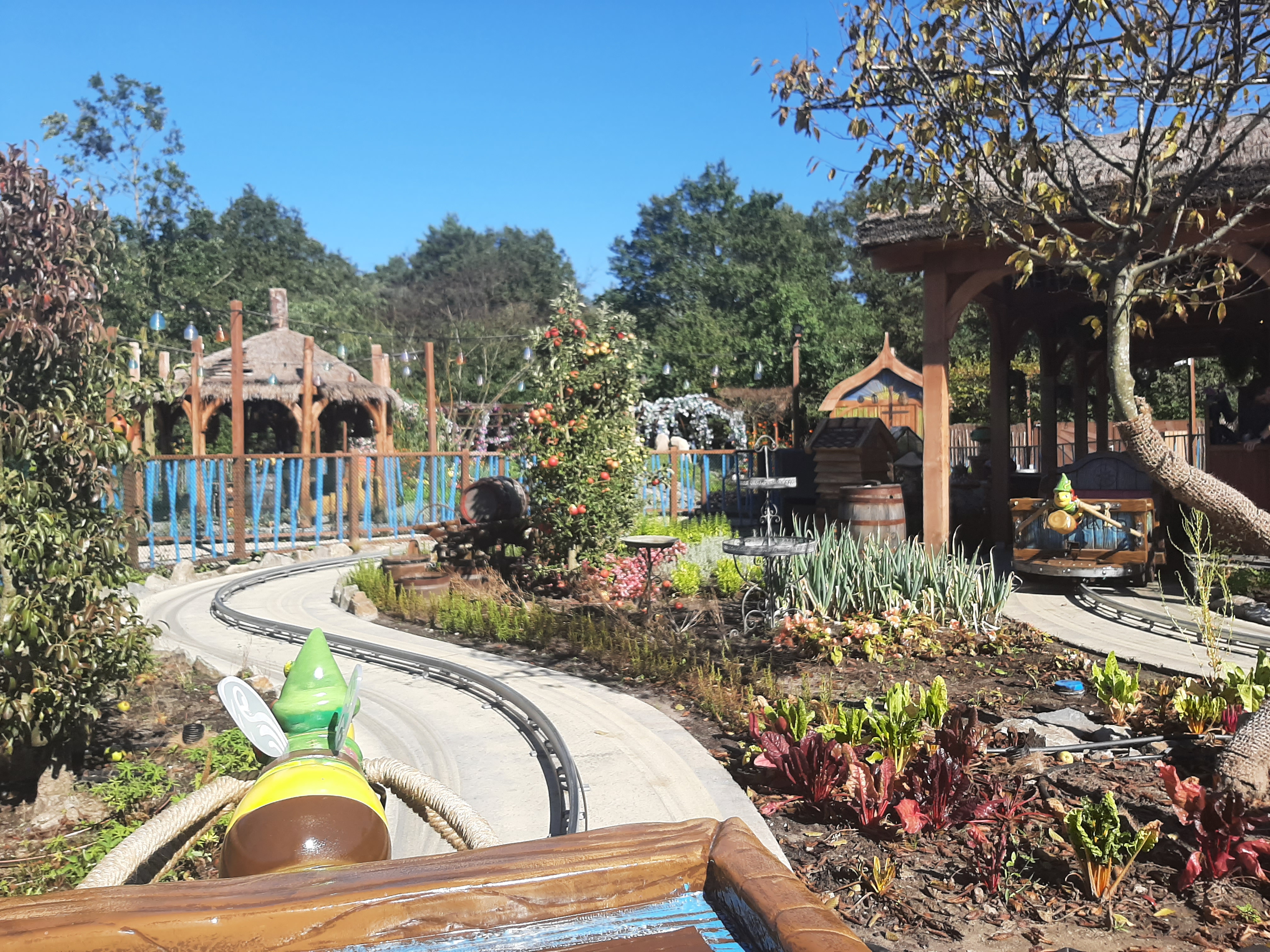
Kijkend vanuit het voertuig.
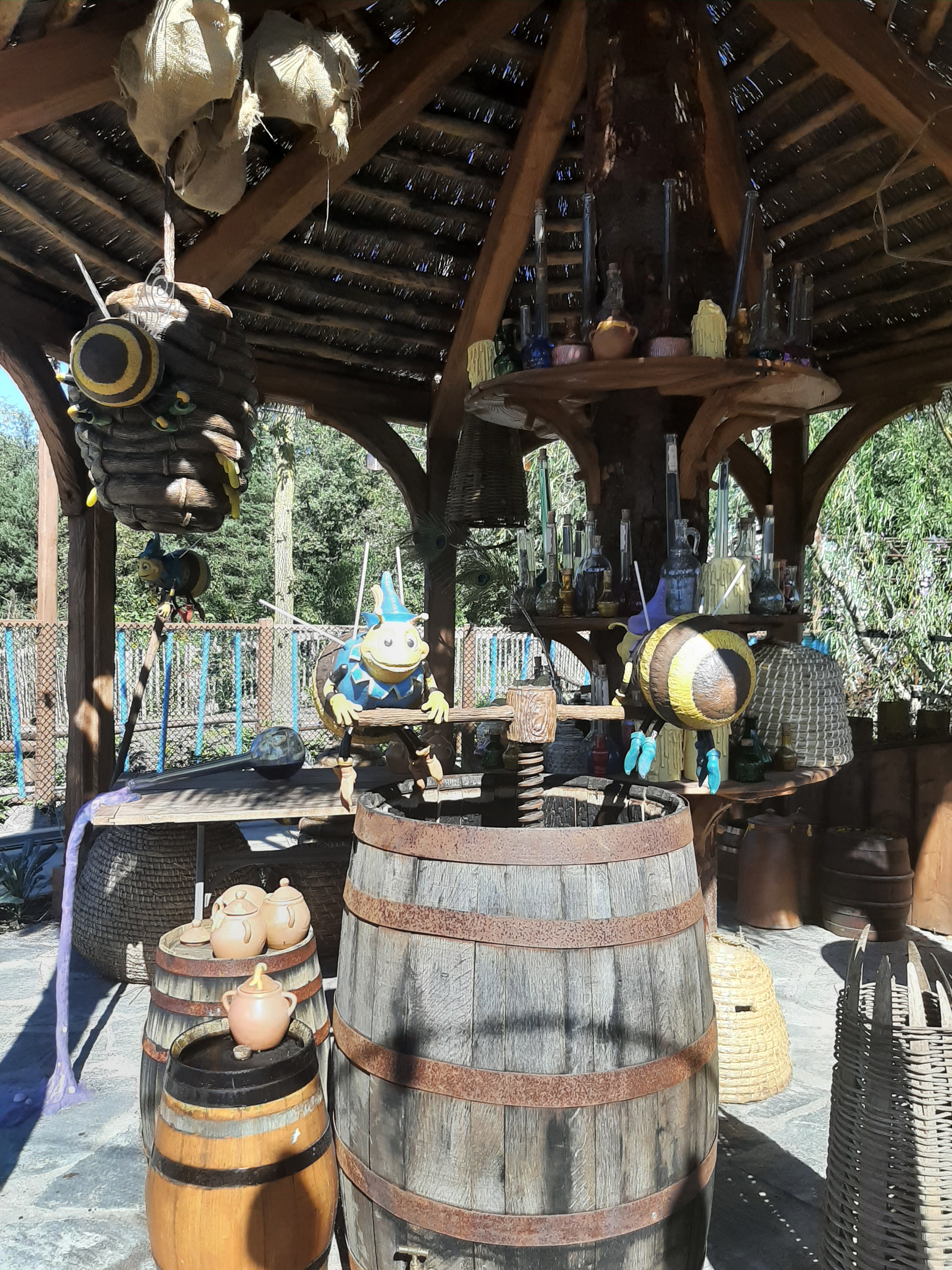
Decoratie langs de baan.
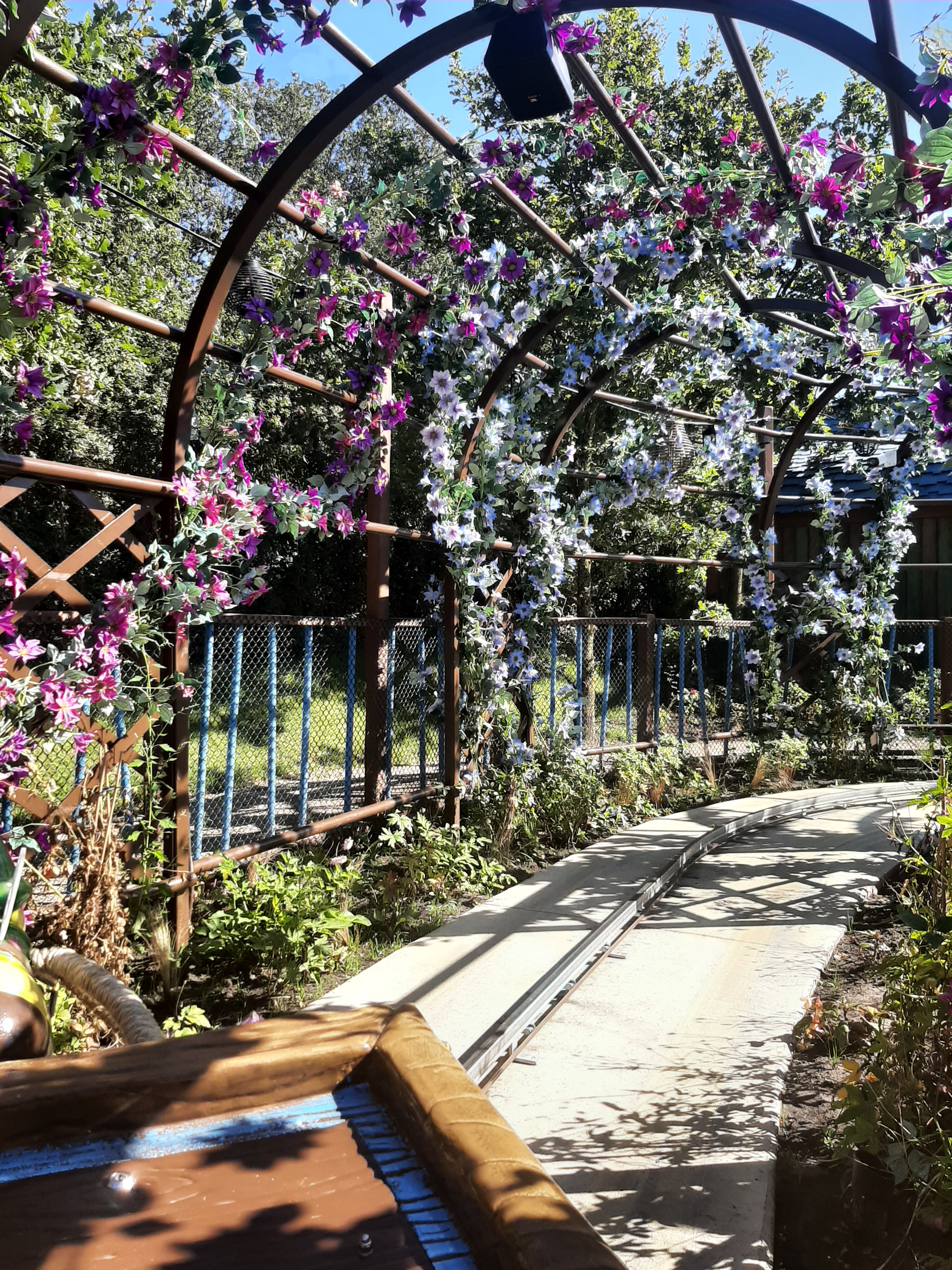
Haag van bloemen.
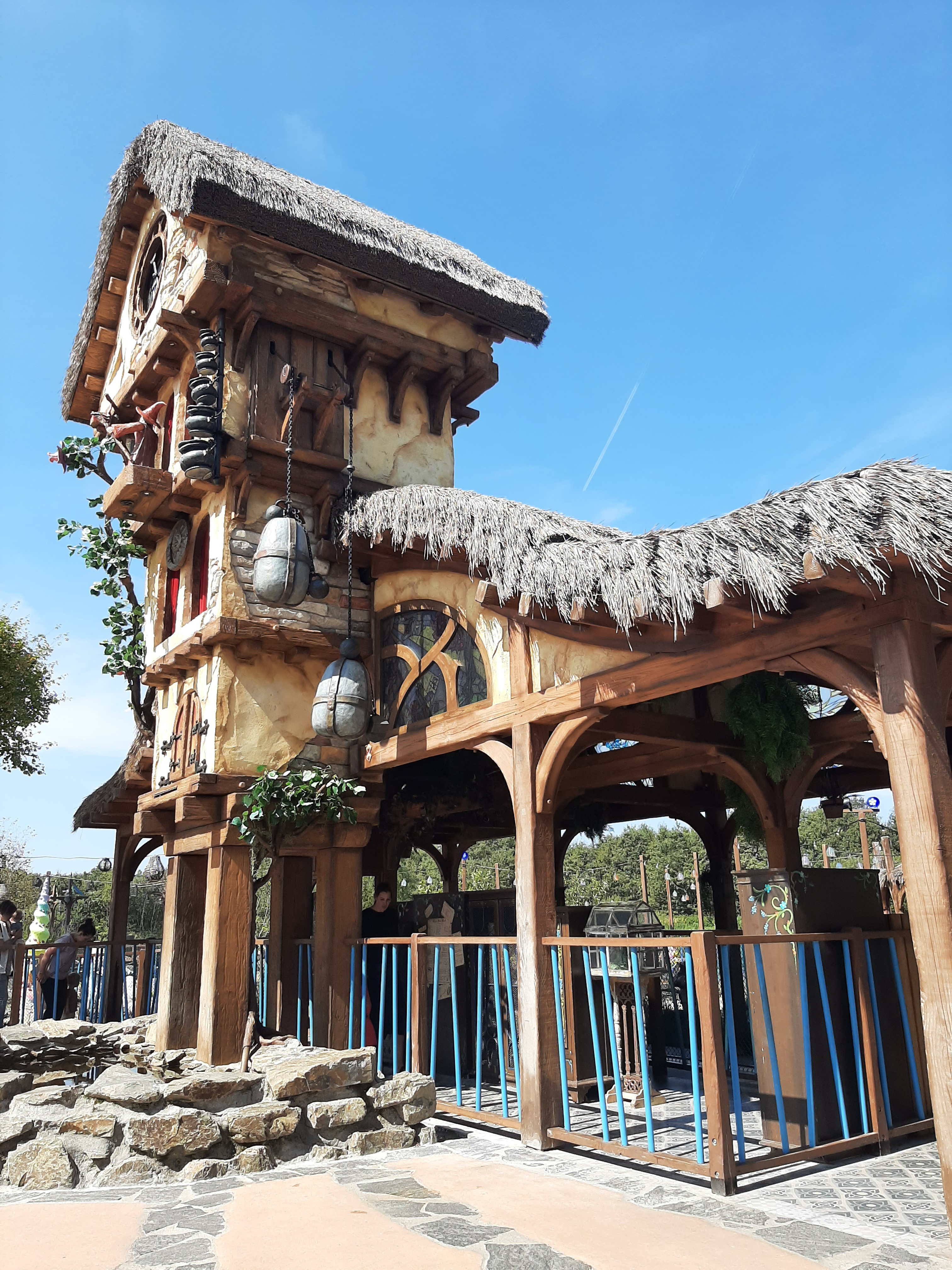
Stationsgebouw